# Romzsa Tódor
Romzsa Tódor (ukránul: Теодор Юрій Ромжа, Teodor Jurij Romzsa, Nagybocskó, 1911. április 14. – Munkács, 1947. november 1.) boldoggá avatott munkácsi görögkatolikus püspök, vértanú.

## Pályafutása
1911. április 14-én született a kárpátaljai Nagybocskón (Máramaros vármegye), annak is a Tisza bal partján levő részén, amely 1919-től Romániához került, de ekkor, 1915-től Romzsáék már a jobb parti részen laktak. Apja vasúti pályaőr volt, nagyapja, dédapja és több felmenője görögkatolikus pap volt. A négyosztályos elemi iskola után a Huszti Állami Reálgimnáziumban tanult, ahol 1930-ban kitűnő eredménnyel végzett. Magyar és ruszin anyanyelve mellett a gimnáziumban cseh, latin, francia, orosz nyelven is tanult; könnyen és jól beszélt magyarul.
Ezt követően Gebé Péter munkácsi görögkatolikus püspök segítségével Rómába mehetett teológiát tanulni. Romzsa Tódor, római szemináriuma archívumában, a Russzikumban fennmaradt keresztlevele 1930-ban kiállított példányában Tivadar György, magyarul Tódornak hívatta magát, magyar szövegek aláírásaként a Tódor alakot használta. 1930–1934 között a római Collegium Germanicum et Hungaricum növendéke, majd 1937-ig a Collegium Russicum diákja volt. Egyetemi tanulmányait a római Gregoriana Pápai Egyetemen végezte, summa cum laude eredménnyel licenciázott (doktorálásra már nem térhetett vissza Rómába).
1936-tól felszentelt pap, a Russzikum Nagy Szent Antal templomában szentelte pappá az orosz Alekszandr Jevreinov. 1937 júniusában hazatért, '39-ig máramarosi vidéki falvakban szolgál, 1939-től, miután Kárpátalja ismét magyar fennhatóság alá kerül, az ungvári szeminárium lelki vezetője (spirituálisa) és filozófiatanára. 1943-ban XII. Piusz pápa pápai káplánná nevezte ki.

### Püspöki pályafutása
1944. szeptember 24-én az ungvári székesegyházban Dudás Miklós hajdúdorogi görögkatolikus püspök, aki egyben akkor a Munkácsi egyházmegye apostoli adminisztrátora is volt, segédpüspökévé szentelte appiai címzetes püspöki címmel; társszentelők: Scheffler János szatmári és Madarász István kassai római katolikus püspökök. A szovjet hadsereg bevonulása után gyakorlatilag már ő állt az egyházmegye élén.
Munkássága az etnikumok közti ellentétek kibékíthetőségének is szép példája – magyar volt, de természetesnek tartotta, hogy mindegyik papjával, híveivel azok nyelvén beszéljen. A szovjet vallás- és egyházüldözés idején – amely az akkor birtokba vett új területeken (így Ukrajnában is, beleértve Kárpátalját) a görögkatolikus egyház megszüntetésére (az ortodox egyházba való beolvasztására) irányult – püspökként Romzsa természetesen fontos alakjává vált az ezzel szembeni békés ellenállásnak: határozottan elutasította a Rómával való egység megtagadását és a Pravoszláv Egyházba való áttérést, kitartásra és egységre szólítva papjait és híveit.

### Halála
Ellenálló tevékenysége miatt 1947-ben Hruscsov, az akkori Ukrajna Kommunista Pártja Központi Bizottságának első titkára kérésére Sztálin engedélyezte titkos likvidálását, hírhedt „likvidátorát”, Pavel Szudoplatov NKVD tábornokot bízva meg az akció felügyeletével (aki a 30-as években személyesen robbantotta fel Jevhen Konovalec emigrációban szervezkedő ukrán vezetőt, Trockij volt szovjet vezető mexikói meggyilkolását is ő szervezte). Hruscsov, Szergej Szavcsenko ukrán államvédelmi minisztert bízta meg ezzel, aki a kivitelezést ismeretlen kárpátaljai rendőrparancsnokokon keresztül munkácsi rendőrök egy kis csoportjára bízta (szóbeli közlés szerint Csorij volt a vezetőjük neve). A lókai – (ukránul, ruszinul, oroszul Lavka) filiális templom felszenteléséről kísérőivel együtt hazafelé tartó püspök lovaskocsiját a szomszéd falu, Iványi (Ivanovci) közelében Studebaker katonai teherautójukkal legázolták, a sebesülteket vasdorongokkal (autókurblival) agyba-főbe verték. A főpap nem halt meg, súlyosan megsebesült, de az akció nem lett befejezve, mert éppen akkor haladt el ott egy postai teherautó, és a bérgyilkosok a mozgásképtelenné vált teherautót otthagyva másik autójukkal, egy kis Willys terepjáróval elhagyták a helyszínt. A sebesülteket beszállították a munkácsi kórházba. Itt – bár a fősebész, a híres Alekszandr Fegyinyec sikeresen megműtötte (a sebesült állkapcsa eltörött, 8 foga maradt) – a KGB-vel együttműködő főorvos (B.) Romzsáék beszállítása napján kórházi takarítónőként alkalmazott egy ügynököt. Az ügynök a főorvossal végzett éjszakai orvosi ellenőrzés alatt egy kuráre-injekcióval megmérgezte Romzsát. Romzsa Tódor halála 1947. november 1-jére virradó éjszaka állt be.

## Emlékezete, boldoggá avatása
A merénylet célja a hívők megfélemlítése, a papok megtörése volt. De ez mégsem következett be.
A püspök 1947. november 4-i temetése gyásznap volt Kárpátalja görögkatolikusai számára. Az ungvári görögkatolikus katedrális kriptájában temették el, de 1949-ben, amikor a szovjet hatóság átadta a templomot a Pravoszláv Egyháznak, elterjedt a hír, hogy testét elszállították. 1998. június 3-án Puskás László (Romzsa életrajzírója) találta meg az ereklyéket az 1990-től már ismét görögkatolikus székesegyház szétrombolt kriptájában. A feltárásra és a hiteles azonosításra a budapesti Természettudományi Múzeum Embertani Intézete igazgatónőjét, Pap Ildikót kérte fel, aki azt két munkatársával végezte el, miután a maradványokat beszállították az Intézetbe. Az ereklyéket 2003. június 26-28-án ünnepélyesen Ungváron, a székesegyház Szent Kereszt mellékoltárában helyezték el. 1997-ben Puskás László készítette el a vértanú első ikonját – a mozaik az ungvári székesegyház homlokzatán boldoggá avatásáig le volt fedve, mivel addig tilos a vértanú nyilvános kultusza. 2001-es boldoggá avatása után több ikonját is megfestette az egyházmegye számára. 2001. március 24-én Lakiteleken avatták fel Romzsa Tódor szobrát. Boldoggá avatását posztulátorként egy magyar szalézi szerzetes, P. Szőke János, promotor iustitiae-ként, vallomásgyűjtőként és életrajzíróként Puskás László munkácsi egyházmegyés pap intézte.
Magyarországon az első görögkatolikus templom, amelyet Romzsa Tódor tiszteletére szenteltek fel, Mezőkövesden található. A szentelést 2020. július 11-én tartották. 
Nyíregyházán a borbányai görögkatolikus templomot  szintén Romzsa Tódor tiszteletére szentelték fel 2022-ben.